# 角动量耦合
在量子力学中，由独立角动量本征态构造出总角动量本征态的过程称为角动量耦合。例如，单个粒子的轨道和自旋会通过自旋-轨道作用相互影响，完整的物理图象必须包括自旋－轨道耦合。或者说，两个具有明确角动量定义的带电粒子会相互作用，这时将两个单粒子角动量耦合为总角动量，是解两粒子体系薛定谔方程的有用步骤。在这两种情况下，单独的角动量都不再是体系的守恒量，但两个角动量加和通常仍然是。在原子光谱中，原子角动量的耦合非常重要。电子自旋角动量的耦合对于量子化学非常重要。在核壳层模型中也普遍存在角动量耦合。
在天文学中，自旋轨道耦合同样反映了天体系统中角动量守恒的一般规律。在简单情况下，角动量的矢量方向被忽略，而自旋轨道耦合为行星等绕自身轴线旋转与绕另一个星体旋转的频率比值。这更多称作轨道共振。常见的相关物理效应为潮汐力。
本文集中讨论量子力学中的角动量耦合。

## 一般理论与详细起源

耦合角动量（记为I或L）

### 角动量守恒
角动量守恒原理是指，如果系统在没有受到外部转矩，则该系统的总角动量会维持恒定幅值和方向。在以下两种物理系统下，角动量是一个运动常量（为保守属性、和时间无关且定义明确）：
- 该系统为球对称势场。
- 该系统处于（量子力学意义上的）的各向同性空间。

在这两种情况下，系统角动量算符与哈密顿算符可以对易。由海森堡不确定原理，这意味着角动量和能量（哈密顿的本征值）可以同时进行测量。
第一种情况的例子如，一个原子的电子只受到原子核的库仑力。如果我们忽略了电子－电子相互作用（或其它小的相互作用，如自旋轨道耦合），则每个电子的轨道角动量算符与总哈密顿算符对易。在这个模型中，原子哈密顿算符是电子动能和球对称形电子 - 核相互作用的总和。各电子的角动量与总哈密顿算符对易，也就是说是它们是这种原子近似模型的保守性质。
第二种情况的例子如，刚性转子在无场空间的运动。刚性转子具有明确定义的，与时间无关的角动量。
这两种情况起源于经典力学。第三类角动量守恒与自旋相关，没有经典的对应物。然而，角动量耦合的所有规则同样在自旋中适用。
一般所言的角动量守恒意味着全旋转对称（视情况不同可分别用特殊正交群SO(3)或特殊酉群SU(2)描述，后者与自旋群Spin(3)同构），而另一方面，球对称性意味着角动量守恒，这是诺特原理的体现。如果两个或多个物理系统具有保守的角动量，则对将这些角动量加和为系统总角动量——整个系统的保守属性——非常有用。将各子体系角动量本征态加和为总体系保守角动量本征态，被称为角动量的耦合。

### 例子
忽略电子－电子相互作用后，氦原子中的两个电子的行为可以用类氢原子模型来描述。两个电子在球对称的势场下运动，各自的角动量算符均与哈密顿算符对易，这时两个电子的角动量算符与哈密顿算符这三个算符有着共同的本征函数组，这称为未耦合表象中的本征态。在存在电子电子相互作用后，两个电子之间的运动会相互影响，对于单个电子而言，所处的外场不是球对称的，从而角动量不再守恒，但是对于两个电子组成的整体而言，所处的外场仍然是球对称的，这意味着两个电子的角动量之和是体系的守恒量，总角动量算符与哈密顿对易，这两个算符存在共同的本征函数组，这称为耦合表象中的本征态。角动量耦合所研究的一个核心问题，就是耦合表象中的本征态与非耦合表象中的本征态的关系。
角动量耦合除了可以发生在两个不同的粒子之间（如上例），也可以发生在同一个粒子的不同自由度之间，例如下文中提到的旋轨耦合。
在上面的例子中，电子－电子相互作用的加入破坏了单个电子的角动量算符与总哈密顿算符之间的对易关系。在总哈密顿量的各个组成部分中，具有这样性质的项有时被称为角动量耦合项。

## 自旋－轨道耦合
自旋－轨道耦合，有时非正式地简称为旋轨耦合，是指一个亚原子粒子的空间角动量与自旋角动量（内禀角动量）之间的相互作用。简单地说，粒子轨道运动会在其参考系（非惯性系）中产生磁场，该磁场与粒子的轨道角动量的大小和方向有关，而带自旋的粒子本身会因自旋运动而带有磁矩，因而会受到该磁场的作用而导致能级发生位移和分裂。旋轨耦合作用是较弱的磁相互作用。在化学中研究得最多的是电子的旋轨耦合。

### 原子中电子的角动量耦合
原子中电子的角动量耦合是比较复杂的一个过程，这是由于每个电子都有自己的轨道角动量和自旋角动量。

#### L-S耦合
对于轻原子来说，由于旋轨耦合是比较弱的相互作用，因此可以将两个电子的轨道角动量、自旋角动量分别进行耦合，再将它们进行耦合。这种方案被称为L-S耦合。用数学式子来表达就是：
{\displaystyle \mathbf {L} =\sum _{i}{\boldsymbol {\ell }}_{i},\mathbf {S} =\sum _{i}\mathbf {s} _{i},\mathbf {J} =\mathbf {L} +\mathbf {S} }
在结构化学的书籍中经常用到的原子能级的光谱项和光谱支项的表示方法就是基于L-S耦合。光谱支项的一般记号为
{\displaystyle ^{2S+1}L_{J}}
其中S, L, J分别是体系的总自旋量子数，总角量子数和总量子数（又名内量子数），分别对应于前述三个角动量算符的平方算符的本征值。
从光谱支项的记号里面去掉J就是光谱项的记号，在分辨率不高的情况下，一个光谱项对应着原子光谱里面的一条谱线（对于类氢原子，多个光谱项的能量可能相同而对应同一谱线）。光谱项进一步分裂成光谱支项是旋轨耦合的结果，这会导致原子谱线的精细结构（另请参阅下文中关于超精细结构的讨论）。
L-S耦合只是一个近似，但是它计算和表述起来比较方便，这是因为每个电子的自旋量子数都是1/2，因此对多个电子的自旋角动量进行耦合是相对容易的。
对于原子序数小于40者，L-S耦合能够给出足够好的近似。

#### j-j耦合
另一种方法是先将每个电子的轨道与自旋角动量进行耦合，再在不同的电子间进行耦合，这种方案被称为j-j耦合，主要用于重原子。
{\displaystyle \mathbf {J} =\sum _{i}\mathbf {j} _{i}=\sum _{i}({\boldsymbol {\ell }}_{i}+\mathbf {s} _{i})}。

## 自旋－自旋耦合
两个自旋角动量之间的耦合称为自旋 - 自旋耦合，上面已经给出了自旋－自旋耦合的最简单的例子：电子间的自旋－自旋耦合。两个原子核的自旋角动量耦合是核磁共振研究的内容，而原子核与电子之间的自旋－自旋耦合与原子光谱的超精细结构有关。